# Csigaparlament
A csigaparlament az országház 1:33 méretarányú kicsinyített mása, amely ősi csigaházakból készült. Keszthelyen van kiállítva.

## Története
Az 1920-ban született Miskei Ilona 1975-től kezdve 14 év alatt 4,5 millió pannon-tengeri csiga maradványainak felhasználásával felépítette az országház makettjét Únyban. Az ország különböző bányáiból származó 28 millió éves őstengeri maradványokat az eredeti épület díszítéseit utánozva válogatta. 1999-ben külföldi vevőket elutasítva, Túri Török Tiborra illetve a keszthelyi Viselettörténeti Múzeum gondjaira bízta. A Babamúzeumban helyet kapott kiállítás 1999. május 22-én, pünkösd napján nyílt meg a látogatók előtt.

## Méretek
A makett nyolc méter hosszú, két méter magas és két méter széles.

## Érdekességek
Ilonka néni az országházat megelőzően a budapesti Halászbástyáról is készített csigamakettet.

## Külső hivatkozások
- Hivatalos honlap